# Per Soelberg Sørensen
Per Soelberg Sørensen (født 29. december 1944) er en dansk neurolog, der er professor i neurologi på Københavns Universitet og leder af Danish Multiple Sclerosis Center. Han har tillige skrevet flere fagbøger inden for sit område.
Sørensen er uddannet læge fra Københavns Universitet i 1971 og blev speciallæge i neurologi i 1981.
Han blev dr.med. fra Københavns Universitet i 1986 på baggrund af en afhandling med titlen  Studies of vasopressin in the human cerebrospinal fluid.
Han har især forsket i multipel sklerose.
Per Soelberg Sørensen var medlem af det første bedømmelsesudvalg, der i 2003 afviste Milena Penkowas doktorafhandling.
Ralf Hemmingsen, den daværende dekan, nedsatte et skandinavisk ekspertpanel, der skulle vurdere, om sagen skulle rejses ved Udvalgene vedrørende Videnskabelig Uredelighed. Ekspertpanelet underkendte imidlertid bedømmelsesudvalgets kritik af disputatsen og rettede kritik mod bedømmelsesudvalget.
Efter at Københavns Universitet, nu med Hemmingsen som rektor, i 2011 politianmeldte Penkowa for bedrageri og dokumentfalsk, beklagede Hemmingsen forløbet over for Sørensen.